# Dachse
Die Dachse (Melinae) sind eine Raubtiergruppe aus der Familie der Marder (Mustelidae), die im Rang einer Unterfamilie geführt wird. Die Gruppe umfasst sieben Arten in zwei Gattungen, von denen der Europäische Dachs die bekannteste ist und als einzige in Europa vorkommt.

## Merkmale
Dachse sind durch eine kompakte, keilförmige Gestalt gekennzeichnet. Der Kopf ist klein und zugespitzt und mit kleinen Augen und Ohren versehen. Die Beine sind kurz und kräftig, auch der Schwanz ist kurz. Das Fell ist bei den Dachsen gräulich oder schwarz gefärbt, alle Arten weisen charakteristische Gesichtszeichnungen auf. Die Kopf-Rumpf-Länge variiert zwischen 55 und 90 Zentimetern und das Gewicht zwischen 4 und 17 Kilogramm.

## Verbreitung
Die Verbreitung der Dachse ist überwiegend paläarktisch, die einzige Ausnahme stellt der Schweinsdachs dar, der auch in der Tropischen Region verbreitet ist. Ihr Lebensraum sind vorrangig Wälder und andere baumbestandene Gebiete.

## Lebensweise
Dachse sind in erster Linie nachtaktiv und verbringen den Tag in selbstgegrabenen Bauen oder anderen Unterschlupfen. Sie halten sich meist am Boden auf und klettern selten, dafür können sie sehr gut graben.
Dachse sind Allesfresser, die sowohl kleine Wirbeltiere, Insekten und andere Tiere als auch verschiedenste pflanzliche Nahrung zu sich nehmen.
Die Fortpflanzung ist wie bei anderen Mardern durch eine Keimruhe geprägt, sodass oft viele Monate zwischen Paarung und Geburt vergehen, obwohl die eigentliche Tragzeit nur sechs bis acht Wochen dauert. Die Wurfgröße beträgt üblicherweise zwei bis vier. Ein Dachs kann bis zu 15 Jahre alt werden.

## Systematik
Die Dachse werden in zwei Gattungen mit sieben Arten unterteilt:
- Meles
  - Europäischer Dachs (Meles meles)
  - Asiatischer Dachs (Meles leucurus)
  - Japanischer Dachs (Meles anakuma)
  - Transkaukasischer Dachs (Meles canescens)
- Schweinsdachse (Arctonyx)[1]
  - Nördlicher Schweinsdachs (Arctonyx albogularis)
  - Schweinsdachs (Arctonyx collaris)
  - Sumatra-Schweinsdachs (Arctonyx hoevenii)

Nicht zu den Dachsen im eigentlichen Sinn gehören trotz ihres Namens:
- der Silberdachs (Taxidea taxus)
- der Honigdachs (Mellivora capensis)
- die Sonnendachse (Melogale), fünf Arten
- die Stinkdachse (Mydaus), zwei Arten

## Belege
1. ↑  Kristofer M. Helgen, Norman T-Lon Lim, Lauren E. Helgen: The hog-badger is not an edentate: systematics and evolution of the genus Arctonyx (Mammalia: Mustelidae). Zoological Journal of the Linnean Society, Volume 154, Issue 2, Oktober 2008, Pages 353–385, doi: 10.1111/j.1096-3642.2008.00416.x